# تشيرو إيموبيلي
تشيرو إيموبيلي (النطق الإيطالي: [ˈtʃiːro imˈmɔːbile]؛ مواليد 20 فبراير 1990) لاعب كرة قدم إيطالي يلعب مهاجمًا لنادي بولونيا و‌المنتخب الإيطالي.
بدأ حياته المهنية في نادي سورينتو. في عام 2009، اُشتري من قبل يوفنتوس، وأعير لاحقًا إلى ثلاثة أندية في الدرجة الثانية، من ضمنهم نادي بيسكارا، الذي فاز معه بلقب الدوري وحصل على جائزة الهداف، قبل انتقاله إلى جنوى في عام 2012. بعد موسم مع النادي، انتقل إلى منافس يوفنتوس تورينو. في تورينو، فاز بجائزة كابوكانونيري لهداف الدوري الإيطالي. بعد موسم مميز في تورينو، بيع إلى بوروسيا دورتموند الألماني مقابل حوالي 18 مليون يورو في عام 2014، حيث فاز معهم بكأس السوبر الألماني، قبل أن ينتقل إلى نادي إشبيلية الإسباني في عام 2015. في عام 2016، عاد إلى تورينو على سبيل الإعارة، وبيع لاحقًا إلى لاتسيو في يوليو من ذلك العام. في موسمه الثاني مع لاتسيو فاز بجائزة كابوكانونيري للمرة الثانية برصيد 29 هدفا في 33 مباراة. وقد فاز إيموبيلي بلقب كأس إيطاليا ولقبين كأس السوبر الإيطالي مع النادي.
شارك إيموبيلي لأول مرة مع المنتخب الإيطالي في عام 2014، وضُمَّ إلى تشكيلة إيطاليا المشاركة في كأس العالم 2014 وبطولة أمم أوروبا 2020.

## مسيرته الكروية
بدأ مسيرته الكروية مع شباب نادي يوفنتوس في الفترة ما بين 2006 وعام 2009، ثم أعير إلى نادي بيسكارا وسجل معهم 28 هدفاً في 37 لقاءً.

### جنوى
أصبح إيموبيلي رسميًا لاعبًا في جنوي في 1 يوليو 2012 بعد انتهاء فترة الإعارة مع بيسكارا. في 19 يونيو 2013، جدد جنوي ويوفنتوس مرة أخرى اتفاقيتي الملكية المشتركة لإيموبيلي و بواكييه.

### تورينو
انتقل في عام 2013 لنادي تورينو بصفقة قدرت ب 3 مليون يورو، حيث ساهم يتأهل الفريق للمشاركة في دوري أوروبا بعدما فاز بلقب هداف الدوري برصيد 22 هدفاً. وأصبح بذلك أول لاعب من نادي تورينو يفوز بلقب هداف الدوري الإيطالي من موسم 1976–77، والذي فاز به فرانشيسكو غراتسياني.

### بوروسيا دورتموند

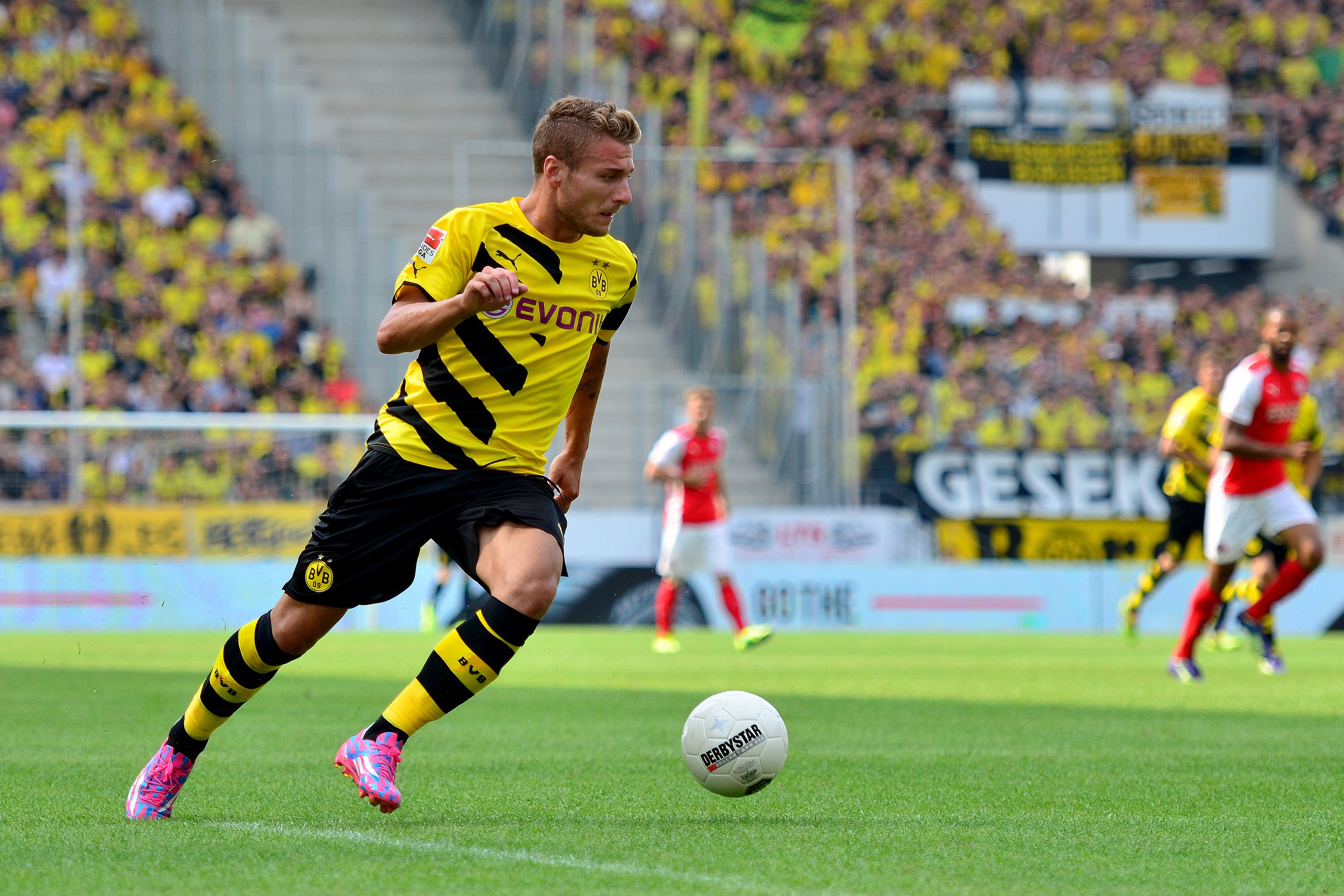
إيموبيلي بقميص بروسيا دورتموند

رغب إيموبيلي بعد موسم 2013–14 في الخروج من إيطاليا ومن الدوري الإيطالي، فاختار تجربة جديدة في فريق مميز، فكانت الوجهة فريق بروسيا دورتموند الألماني، وذلك يوم 2 يونيو 2014، بعد إصرار شديد من المدرب يورغن كلوب على ضمه للفريق الأصفر، من أجل تعويض مهاجمه وهداف الفريق روبرت ليفاندوفسكي. عقد اللاعب كان يمتد 5 سنوات متتالية (حتى 30 يونيو 2019).
ظهر إيموبيلي لأول مرة في الدوري الألماني في 23 أغسطس في المباراة الافتتاحية لموسم 2014-15 والتي خسر فيها فريقه 2-0 أمام باير ليفركوزن على أرضه. في 16 سبتمبر 2014، سجل إيموبيلي هدفه الأول للنادي، في الفوز 2-0 على أرضه على آرسنال في مرحلة المجموعات بدوري أبطال أوروبا. سجل أربعة أهداف في ست مباريات في دوري أبطال أوروبا، في الفوز 3-0 خارج الأرض على أندرلخت، في فوز 4-1 على أرضه على غلطة سراي وفي تعادل 1-1 على أرضه ضد أندرلخت، مع تأهل بوروسيا كأول مجموعة. في 17 ديسمبر 2014، صنع إيموبيلي الهدف الأول وسجل الهدف الثاني بالتعادل 2-2 على أرضه مع فولفسبورج.
لم يجد نفسه إيموبيلي في الفريق، حيث قضى موسما صعبا هناك في ألمانيا. وقد عبر لجريدة إسبانيول إلباي بقوله «موسم ضائع».

### إشبيلية
في 12 يوليو 2015، انضم إيموبيلي إلى إشبيلية على سبيل الإعارة لمدة موسم بعد أن سجل ثلاثة أهداف فقط في الدوري في موسمه الأول في بوروسيا دورتموند، بإجمالي 10 أهداف في 34 مباراة في جميع المسابقات. كان لدى إشبيلية أيضًا خيار التوقيع الدائم. ظهر لأول مرة للنادي في 11 أغسطس 2015، حيث ظهر علي مقاعد البدلاء وحل محل كيفن جاميرو في الدقيقة 80 من نهائي كأس السوبر الأوروبي 2015، ضد برشلونة، وصنع هدف التعادل للاعب يفهين كونوبليانكا وإستمرت المباراة إلي الوقت الإضافي؛ فاز برشلونة في النهاية بالمباراة بنتيجة 5-4.
عند نهاية شهر يوليو، خلال مباراة ودية من أجل الاستعداد للموسم المقبل، تعرض إيموبيلي لإصابة في الرأس عند اصطدامه مع لاعب آخر بعد 5 دقائق من اللعب فقط ونقل على إثرها في حمالة. 
سجل إيموبيلي هدفه الأول لصالح إشبيلية في الدقيقة 36 من فوز فريقه 3-2 على ضيفه ريال مدريد بالدوري الإسباني. في نوفمبر، تم تفعيل بند بالشراء عندما ظهر إيموبيلي للمرة الخامسة مع الفريق، مقابل 11 مليون يورو بالإضافة إلى 3 ملايين يورو لفترة الإعارة.

### لاتسيو
في 27 يوليو 2016، وقع إيموبيلي مع لاتسيو مقابل 8.75 مليون يورو (بالإضافة إلى عمولة 700،000 يورو للوكيل). في 21 أغسطس، سجل إيموبيلي هدف في أول ظهور له في المباراة الافتتاحية للاتسيو بالفوز 4–3 خارج أرضه أمام أتالانتا. أنهى إيموبيلي الموسم برصيد 23 هدفًا في الدوري في 36 مباراة بالإضافة إلى 3 أهداف في كأس إيطاليا،
في 13 أغسطس 2017، سجل إيموبيلي هدفي الافتتاح في كأس السوبر الإيطالي؛ فاز لاتسيو بنتيجة 3–2 على يوفنتوس. في 10 سبتمبر، في مباراة لاتسيو الثالثة هذا الموسم، سجل هاتريك وصنع هدف في مباراة الفوز 4–1 على أرضه أمام ميلان. في 21 أكتوبر، مدد إيموبيلي عقده مع لاتسيو حتى عام 2022. في 6 يناير 2018، سجل إيموبيلي أربعة أهداف في الشوط الأول ضد سبال، أول لاعب من لاتسيو يسجل هاتريك ثلاث مرات في موسم واحد منذ 16 عامًا؛ فاز لاتسيو في المباراة بنتيجة 5–2. في 22 فبراير 2018، سجل إيموبيلي هاتريك في دوري الـ32 من الدوري الأوروبي ضد ستيوا بوخارست في مباراة الفوز 5–1، مما سمح للاتسيو بالتأهل، 5–2 في مجموع المباراتين، إلى دور الـ16. في 31 مارس 2018، سجل إيموبيلي ثنائية في فوز لاتسيو 6–2 على أرضه أمام بينيفينتو، هدفه السادس والثلاثين هذا الموسم، محطماً الرقم القياسي السابق لجورجو كيناليا كأكثر أهداف سجلها لاعب للاتسيو في موسم واحد. أنهى إيموبيلي الموسم برصيد 29 هدفًا في 33 مباراة، وفاز في كابوكانونيري بالمشاركة مع لاعب الإنتر ماورو إيكاردي.
في 3 نوفمبر 2019، سجل هدفه رقم 100 لصالح لاتسيو في الفوز 2–1 خارج أرضه أمام ميلان. في 26 يوليو 2020، سجل إيموبيلي هاتريك في الفوز 5–1 على هيلاس فيرونا. في 1 أغسطس 2020، سجل إيموبيلي هدفًا واحدًا في مباراة الهزيمة 1–3 أمام نابولي، لينهي موسم الدوري برصيد 36 هدفاً ويعادل الرقم القياسي لأكثر عدد من الأهداف في موسم واحد في الدوري الإيطالي الذي يحمله غونزالو هيغواين. كما فاز بجائزة الحذاء الذهبي الأوروبي لأول مرة في مسيرته المهنية.

## مسيرته الدولية

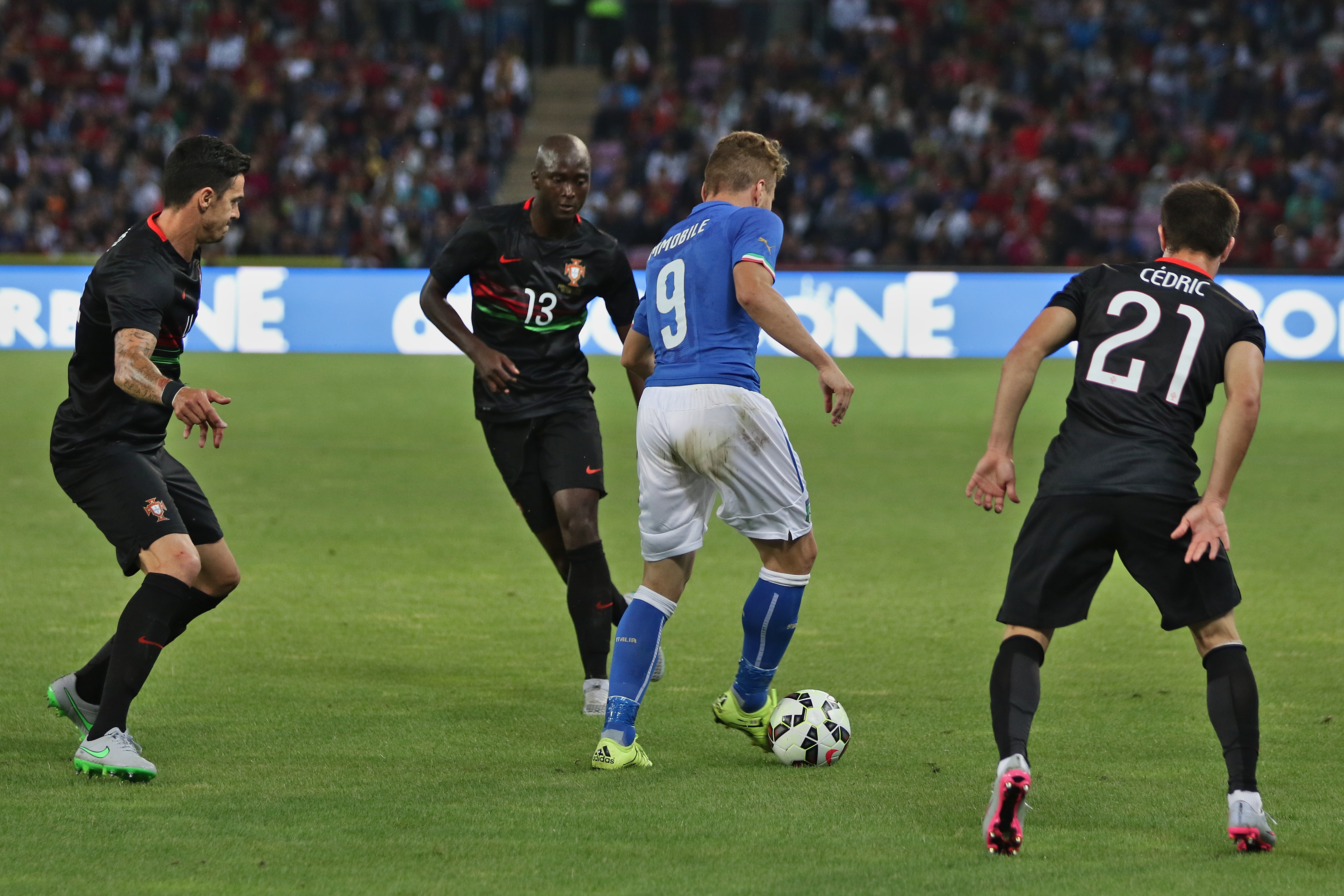
إيموبيلي بين الدفاع البرتغالي في مباراة ودية يونيو 2015 في جنيف، سويسرا

في 2 مارس 2014، تلقى أول استدعاء لمنتخب إيطاليا الأول من قبل تشيزاري برانديلي، لمباراة ودية ضد إسبانيا بعد ذلك بثلاثة أيام. شارك لأول مرة كبديل عن أليسيو تشيرتشي بعد 69 دقيقة حيث فازت إسبانيا بنتيجة 1–0.
في 13 مايو 2014، تم اختيار إيموبيلي في تشكيلة إيطاليا المؤقتة المؤلفة من 30 لاعب للمشاركة في كأس العالم 2014، وفي 1 يونيو تم اختياره في المجموعة النهائية المكونة من 23 لاعب. في 8 يونيو، سجل هاتريك في مباراة الإحماء الأخيرة قبل كأس العالم، وهو فوز غير رسمي 5–3 على نادي فلومينينسي البرازيلي. شارك إيموبيلي كأساسي في ظهوره الرسمي لأول مرة في المباراة الافتتاحية لإيطاليا 2–1 على إنجلترا في ماناوس في 14 يونيو، حيث لعب آخر 17 دقيقة كبديل عن ماريو بالوتيلي الذي سجل هدف الفوز لإيطاليا. سجل أول هدف دولي رسمي له في الدقيقة الثالثة من الفوز الودي 2–0 على هولندا في 4 سبتمبر 2014.
في 31 مايو 2016، تم اختيار إيموبيلي ضمن تشكيلة إيطاليا المكونة من 23 لاعب للمشاركة في بطولة أمم أوروبا 2016.
في يونيو 2021، تم ضمه إلى تشكيلة إيطاليا في بطولة أمم أوروبا 2020 من قبل المدير روبرتو مانشيني. في المباراة الافتتاحية للبطولة في 11 يونيو، سجل هدف إيطاليا الثاني وصنع هدفاً للاعب لورينزو إينسيني في الفوز 3-0 على تركيا. في مباراة المجموعة التالية في 16 يونيو، سجل هدف إيطاليا الثالث في فوز 3-0 على سويسرا. في نصف النهائي ضد إسبانيا في 6 يوليو، ساعد في تسجيل الهدف الافتتاحي الذي سجله فيديريكو كييزا في الشوط الثاني، قبل استبداله باللاعب دومينيكو بيراردي. بعد الوقت الإضافي، تقدمت إيطاليا إلى نهائي البطولة بعد فوزها 4-2 بركلات الترجيح. في 11 يوليو، فاز إيموبيلي ببطولة أوروبا مع إيطاليا بعد فوزه 3-2 بركلات الترجيح على إنجلترا في ملعب ويمبلي في المباراة النهائية، بعد التعادل 1-1 في الوقت الأصلي. بدأ إيموبيلي المباراة، ولكن تم استبداله مرة أخرى ببيراردي خلال النصف الثاني من الوقت الإضافي.

## أسلوبه في اللعب
على الرغم من كونه مهاجمًا رئيسيًا في المقام الأول، إلا أن إيموبيلي قادر على اللعب في أي مكان على طول الخط الأمامي. يعتبر إيموبيلي مهاجمًا سريعًا في المقام الأول بحركته الهجومية بعيدًا عن الكرة، بالإضافة إلى قدرته على القيام بالهجوم واستغلال المساحات. خصائصه الرئيسية هي عينه على المرمى وقدرته على الإنهاء بأي من قدميه، بالإضافة إلى سماته الجسدية؛ كما أنه يمتلك تقنية صلبة، وهو فعال في الهواء. بالإضافة إلى قدراته الهجومية وقدرته على تسجيل الأهداف، فهو أيضًا لاعب مجتهد، ومعروف برغبته في ملاحقة الكرة والضغط على الخصوم عندما لا تكون الكره في حوزته؛ كما أنه يتمتع بربط جيد، يمكنه من تقديم التمريرات الحاسمة لزملائه، بالإضافة إلى تسجيل الأهداف بنفسه. كما أنه يسدد بدقة ضربات الجزاء. هداف قوي، ويعتبره النقاد أحد أفضل المهاجمين في العالم.

## حياته الشخصية
تزوج تشيرو من جيسيكا ميلينا يوم 29 ماي 2014، ولديه معها فتاتان، الأولى تدعى ميشيلا وقد ازدادت يوم 29 أبريل 2013، في حين أن الثانية تدعى جورجيا وقد ازدادت يوم 28 يونيو 2015.

## الإحصائيات

### النادي
آخر تحديث 29 يوليو 2020. 
| النادي           | الموسم   | الدرجة                         | الدوري | الدوري  | الكأس  | الكأس   | أوروبا | أوروبا  | أخرى   | أخرى    | المجموع | المجموع |
| النادي           | الموسم   | الدرجة                         | الظهور | الأهداف | الظهور | الأهداف | الظهور | الأهداف | الظهور | الأهداف | الظهور  | الأهداف |
| ---------------- | -------- | ------------------------------ | ------ | ------- | ------ | ------- | ------ | ------- | ------ | ------- | ------- | ------- |
| يوفنتوس          | 2008–09  | الدوري الإيطالي                | 1      | 0       | 0      | 0       | 0      | 0       | —      | —       | 1       | 0       |
| يوفنتوس          | 2009–10  | الدوري الإيطالي                | 2      | 0       | 1      | 0       | 1      | 0       | —      | —       | 4       | 0       |
| يوفنتوس          | المجموع  | المجموع                        | 3      | 0       | 1      | 0       | 1      | 0       | 0      | 0       | 5       | 0       |
| سيينا (إعارة)    | 2010–11  | الدوري الإيطالي الدرجة الثانية | 4      | 1       | 2      | 1       | —      | —       | —      | —       | 6       | 2       |
| غروسيتو (إعارة)  | 2010–11  | الدوري الإيطالي الدرجة الثانية | 16     | 1       | 0      | 0       | —      | —       | —      | —       | 16      | 1       |
| بيسكارا (إعارة)  | 2011–12  | الدوري الإيطالي الدرجة الثانية | 37     | 28      | 0      | 0       | —      | —       | —      | —       | 37      | 28      |
| جنوى             | 2012–13  | الدوري الإيطالي                | 33     | 5       | 1      | 0       | —      | —       | —      | —       | 34      | 5       |
| تورينو           | 2013–14  | الدوري الإيطالي                | 33     | 22      | 1      | 1       | —      | —       | —      | —       | 34      | 23      |
| بوروسيا دورتموند | 2014–15  | الدوري الألماني                | 24     | 3       | 3      | 3       | 6      | 4       | 1      | 0       | 34      | 10      |
| إشبيلية (إعارة)  | 2015–16  | الدوري الإسباني                | 8      | 2       | 3      | 2       | 3      | 0       | 1      | 0       | 15      | 4       |
| تورينو (إعارة)   | 2015–16  | الدوري الإيطالي                | 14     | 5       | 0      | 0       | —      | —       | —      | —       | 14      | 5       |
| لاتسيو           | 2016–17  | الدوري الإيطالي                | 36     | 23      | 5      | 3       | —      | —       | —      | —       | 41      | 26      |
| لاتسيو           | 2017–18  | الدوري الإيطالي                | 33     | 29      | 4      | 2       | 9      | 8       | 1      | 2       | 47      | 41      |
| لاتسيو           | 2018–19  | الدوري الإيطالي                | 36     | 15      | 5      | 3       | 5      | 1       | —      | —       | 46      | 19      |
| لاتسيو           | 2019–20  | الدوري الإيطالي                | 37     | 36      | 2      | 1       | 4      | 2       | 1      | 0       | 44      | 39      |
| لاتسيو           | 2020–21  | الدوري الإيطالي                | 35     | 20      | 1      | 0       | 5      | 5       | —      | —       |         |         |
| لاتسيو           | 2021–22  | الدوري الإيطالي                | 31     | 27      | 2      | 1       |        |         | —      | —       |         |         |
| لاتسيو           | 2022–23  | الدوري الإيطالي                | 31     | 12      | 1      | 0       |        |         | —      | —       |         |         |
| لاتسيو           | 2023–24  | الدوري الإيطالي                | 31     | 7       | 2      | 0       | 8      | 4       | —      | —       | 41      | 11      |
| المجموع          | المجموع  | المجموع                        | 268    | 169     | 22     | 10      | 31     | 21      | 2      | 2       | 178     | 125     |
| الإجمالي         | الإجمالي | الإجمالي                       | 440    | 236     | 33     | 17      | 41     | 25      | 4      | 2       | 373     | 203     |

1. 1 2 3 4 5  المباريات في دوري أبطال أوروبا
2. ↑  المباريات في كأس السوبر الألماني
3. ↑  المباريات في كأس السوبر الأوروبي
4. 1 2 3  المباريات في الدوري الأوروبي
5. 1 2  المباريات في كأس السوبر الإيطالي

### المنتخب
آخر تحديث 18 نوفمبر 2019. 
| المنتخب الوطني | العام   | الظهور | الأهداف |
| -------------- | ------- | ------ | ------- |
| إيطاليا        | 2014    | 9      | 1       |
| إيطاليا        | 2015    | 3      | 0       |
| إيطاليا        | 2016    | 8      | 4       |
| إيطاليا        | 2017    | 10     | 2       |
| إيطاليا        | 2018    | 5      | 0       |
| إيطاليا        | 2019    | 4      | 3       |
| المجموع        | المجموع | 39     | 10      |

### الأهداف دولية
آخر تحديث 18 نوفمبر 2019. 
قائمة الأهداف والنتائج مع منتخب إيطاليا الأول.
| #  | التاريخ        | المكان                                                 | الخصم      | الهدف | النتيجة | المسابقة                          |
| -- | -------------- | ------------------------------------------------------ | ---------- | ----- | ------- | --------------------------------- |
| 1  | 4 سبتمبر 2014  | ملعب سان نيكولا، باري إيطاليا                          | هولندا     | 1–0   | 2–0     | ودية                              |
| 2  | 5 سبتمبر 2016  | ملعب سامي عوفر، حيفا إسرائيل                           | إسرائيل    | 3–1   | 3–1     | تصفيات كأس العالم لكرة القدم 2018 |
| 3  | 9 أكتوبر 2016  | فيليب الثاني أرينا، سكوبيه مقدونيا                     | مقدونيا    | 2–2   | 3–2     | تصفيات كأس العالم لكرة القدم 2018 |
| 4  | 9 أكتوبر 2016  | فيليب الثاني أرينا، سكوبيه مقدونيا                     | مقدونيا    | 3–2   | 3–2     | تصفيات كأس العالم لكرة القدم 2018 |
| 5  | 12 نوفمبر 2016 | ملعب راين بارك، فادوتس ليختنشتاين                      | ليختنشتاين | 2–0   | 4–0     | تصفيات كأس العالم لكرة القدم 2018 |
| 6  | 24 مارس 2017   | ملعب رينزو باربيرا، باليرمو إيطاليا                    | ألبانيا    | 2–0   | 2–0     | تصفيات كأس العالم لكرة القدم 2018 |
| 7  | 5 سبتمبر 2017  | ملعب مابي – تشيتا ديل تريكولوري، ريدجو إميليا، إيطاليا | إسرائيل    | 1–0   | 1–0     | تصفيات كأس العالم لكرة القدم 2018 |
| 8  | 8 سبتمبر 2019  | ملعب تامبيري، تامبيري، فنلندا                          | فنلندا     | 1–0   | 2–1     | تصفيات بطولة أمم أوروبا 2020      |
| 9  | 18 نوفمبر 2019 | ملعب رينزو باربيرا، باليرمو، إيطاليا                   | أرمينيا    | 1–0   | 9–1     | تصفيات بطولة أمم أوروبا 2020      |
| 10 | 18 نوفمبر 2019 | ملعب رينزو باربيرا، باليرمو، إيطاليا                   | أرمينيا    | 4–0   | 9–1     | تصفيات بطولة أمم أوروبا 2020      |

## الإنجازات

### النادي
يوفنتوس للشباب
- بطولة فياريجيو: 2009،[48] 2010[49]

 بيسكارا
- الدوري الإيطالي الدرجة الثانية: 2011–12[45]

 بوروسيا دورتموند
- كأس السوبر الألماني: 2014[50]

 لاتسيو
- كأس إيطاليا: 2018–19
- كأس السوبر الإيطالي: 2017، 2019

### المنتخب
إيطاليا تحت 20 سنة
- ألعاب البحر الأبيض المتوسط الوصيف: 2009[51]

 إيطاليا تحت 21 سنة
- بطولة أمم أوروبا تحت 21 سنة الوصيف: 2013[52]

### الفردية
- بطولة فياريجيو الهداف 2010 (10 أهداف)[49]
- بطولة فياريجيو أفضل لاعب: 2010[49]
- لاعب العام في الدوري الإيطالي الدرجة الثانية: 2012[53]
- الدوري الإيطالي الدرجة الثانية الهداف 2011–12 (28 هدف)[53]
- الدوري الإيطالي الدرجة الأولى الهداف 2013–14 (22 هدف)،[54] 2017–18 (بالشراكة – 29 هدف)،[55] 2019–20 (36 هدف)[54]
- تشكيلة العام في الدوري الإيطالي: 2013–14،[56] 2017–18[57]
- الدوري الأوروبي الهداف 2017–18 (بالشراكة – 8 أهداف)[58]
- الدوري الأوروبي تشكيلة الموسم: 2017–18[59]
- لاعب الشهر في الدوري الإيطالي: أكتوبر 2019[60]
- جائزة الحذاء الذهبي الأوروبي: 2019–20[61]

## الملاحظات
1. ↑  تشمل مسابقات الكأس مثل كأس إيطاليا، وكأس ألمانيا، وكأس ملك إسبانيا

## وصلا خارجية
- تشيرو إيموبيلي على موقع الاتحاد الدولي (مؤرشف)  (الإنجليزية)
- تشيرو إيموبيلي على موقع الاتحاد الأوربي (الإنجليزية)
- تشيرو إيموبيلي على موقع اتحاد تركيا (لاعب) (الإنجليزية)
- تشيرو إيموبيلي على موقع إي إس بي إن إف سي (الإنجليزية)
- تشيرو إيموبيلي على موقع قاعدة بيانات كرة القدم.إي يو (الإنجليزية)
- تشيرو إيموبيلي على موقع بيانات كرة القدم. دي إي (الألمانية)
- تشيرو إيموبيلي على موقع ليكيب (الفرنسية)
- تشيرو إيموبيلي على موقع ناشيونال فوتبول تيمز (الإنجليزية)
- تشيرو إيموبيلي على موقع Soccerbase.com (لاعب) (الإنجليزية)
- تشيرو إيموبيلي على موقع Soccerway.com (الإنجليزية)